# Gustav von Wangenheim
Pour les articles homonymes, voir Wangenheim.
Gustav von Wangenheim (Wiesbaden, le 18 février 1895 – Berlin-Est, le 5 août 1975) est un acteur, scénariste et réalisateur allemand.

## Biographie

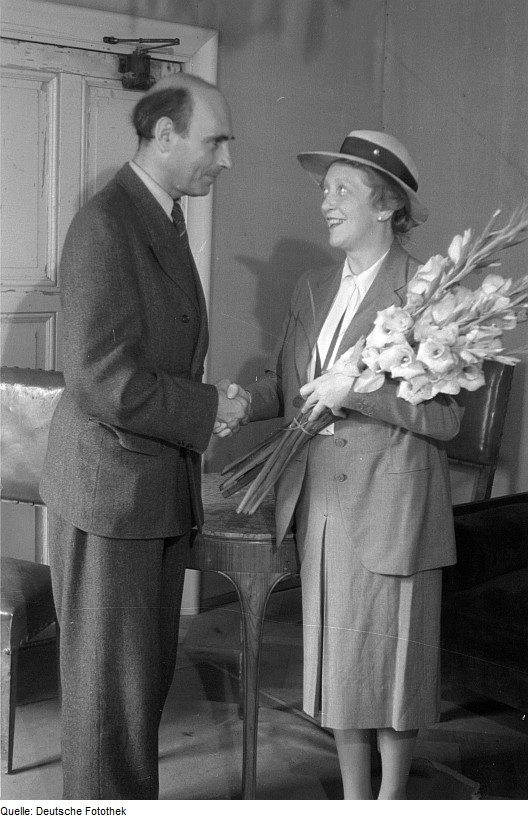
Gustav von Wangenheim et Käthe Dorsch.

Gustav von Wangenheim est le fils du baron Eduard von Wangenheim, célèbre acteur sous le nom de scène d'Eduard von Winterstein et de Minna Mengers. Membre du parti communiste allemand depuis 1922, il émigra en URSS en 1933 et fit partie à Moscou du Comité national pour une Allemagne libre (NKFD). Il vécut ensuite en Allemagne de l'Est après la guerre et travailla pour la DEFA.
Il commença sa carrière en 1912 en étudiant au cours de Max Reinhardt, puis fut engagé à Vienne, Darmstadt et Berlin. Il fit ses débuts au cinéma muet en 1916, mais surtout il fut le fondateur du théâtre d'avant-garde, marqué par sa philosophie marxiste, la Truppe 1931 (de), situé dans la Künstlerkolonie (de) (littéralement La Colonie des Artistes) à Wilmersdorf, un quartier de Berlin. Il joue en 1921 dans le célèbre Nosferatu de Murnau et s'engage à partir de 1927 dans son projet de la Truppe 1931 qui sera dispersée le 15 mars 1933 juste après l'arrivée au pouvoir du parti national-socialiste, provoquant son émigration à Moscou.
Membre du parti communiste allemand interdit dans son pays, Wangenheim réunit d'autres intellectuels au sein du NKFD et écrit à Moscou le scénario de son film Kämpfer. Il dirige là-bas la troupe de la Kolonne Links qui avait émigré elle aussi à Moscou en tant que troupe d'Agitprop pour les travailleurs. En 1936, période de purges staliniennes qui voit un grand nombre d'émigrés allemands en URSS accusés et emprisonnés par le régime, et alors qu'il est lui-même emprisonné par le NKVD, il dénonce aux autorités soviétiques ses compatriotes l'actrice Carola Neher et son mari Anatol Becker en tant que trotskystes. 
Il revient en Allemagne après la guerre et s'installe à Berlin-Est, où il travaille pour la DEFA.
Il est enterré au cimetière central de Friedrichsfelde à Berlin-Est.
Lui et son épouse Inge von Wangenheim (en) (1912 - 1993) sont les parents de l'acteur Friedel von Wangenheim (en) (1939-2001).

## Filmographie
- 1916 : Homunculus (troisième partie : Die Liebestragödie des Homunculus)
- 1918 : Ferdinand Lassalle
- 1920 : Les Filles de Kohlhiesel
- 1922 : Nosferatu le vampire
- 1923 : Le Montreur d'ombres (Schatten - Eine nächtliche Halluzination)  d'Arthur Robison
- 1929 : La Femme sur la Lune
- 1936 : Les Combattants

## Postérité
Dans L'Ombre du vampire, un film de fiction de E. Elias Merhige racontant le tournage du Nosferatu le vampire de Friedrich Wilhelm Murnau, son personnage est interprété par Eddie Izzard.

### Sources
- (de) Cet article est partiellement ou en totalité issu de l’article de Wikipédia en allemand intitulé « Gustav von Wangenheim » (voir la liste des auteurs).